# Paepia carpocapsella
Paepia carpocapsella är en fjärilsart som beskrevs av Walker 1864. Paepia carpocapsella ingår i släktet Paepia och familjen plattmalar. Inga underarter finns listade i Catalogue of Life.